# Кшиволенч
Кшиволенч (пол. Krzywołęcz) — село в Польщі, у гміні Сташув Сташовського повіту Свентокшиського воєводства.
Населення — 163 особи (2011).
У 1975-1998 роках село належало до Тарнобжезького воєводства.

## Демографія
Демографічна структура на день 31 березня 2011 року:
|          | Загалом | Допрацездатний вік | Працездатний вік | Постпрацездатний вік |
| -------- | ------- | ------------------ | ---------------- | -------------------- |
| Чоловіки | 82      | 21                 | 52               | 9                    |
| Жінки    | 81      | 21                 | 41               | 19                   |
| Разом    | 163     | 42                 | 93               | 28                   |